# 武嵘嵘
武嵘嵘，山西省吕梁市交城县人，中国女权活动人士。2015年国际妇女节前夕，原计划在妇女节期间进行公交车反性骚扰宣传的武嵘嵘，与其他四名活动家（韦婷婷、李婷婷、郑楚然、王曼，合称“女权五姐妹”）一起被警方拘留，随后取保候审。
2017年武嵘嵘获得香港大学法律硕士课程录取，但在山西交城的出入境部门换发港澳通行证及护照时被拒，武嵘嵘认为其被拒理由是她在2年前的反性骚扰宣传计划。

## 早年生活
武嵘嵘毕业于中华女子学院，曾在帮助艾滋病人士的机构“北京爱知行研究所”工作，之后加入另一家社会公益组织“北京益仁平中心”，主要负责运营女权项目。她于2014年8月在杭州创立了一个致力于倡导妇女权利平等的公益组织“蔚之鸣”，该组织因没有办法承担人员工资和房租等开支于2015年5月29号透过互联网发布声明，宣布该机构于当天起停业关闭。

## 拘留
2015年4月13日晚，被拘留一个多月的武嵘嵘和另外四位女权活动人士取保候审。